# Хари Оберхолсер
Д-р Хари Чърч Оберхолсер (на английски: Harry Church Oberholser) е американски орнитолог и биолог, автор, а в по-късен етап и редактор на редица книги, статии и публикации, посветени на птиците на Америка, Африка и Азия.

## Биография
Хари Оберхолсер е роден на 25 юни 1870 г. в Бруклин, Ню Йорк, в семейството на Джейкъб и Лавера Оберхолсер. Образованието си получава в различни частни училища, като през 1880 г. е приет в Колумбийския университет. На 20-годишна възраст той напуска университета по здравословни причини, без да се дипломира. През 1891 г. започва работа в магазина на баща си в Устър, щата Охайо, където остава четири години до назначаването си на държавна длъжност в Министерство на земеделието на САЩ. По-късно учи в университета „Джордж Вашингтон“, където през 1914 г. получава бакалавърска, впоследствие магистърска, а през 1916 г. защитава и докторска степен. На 30 юни 1914 сключва граждански брак с Мария Форест Смит.
Оберхолсер е голям почитател на бейзбола, като в продължение на години не пропуска първия мач на любимия си отбор „Вашингтон Сенатърс“ (1891 – 1899). Интересува се от същността на диамантите, от фондовата борса и от политиката.
Почива на 25 декември 1963 г. в Кливланд, щата Охайо на 93 години.

## Научна кариера
По времето когато работи за своя баща, Оберхолсер написва първия си орнитоложки доклад под името „Предварителен списък на птиците в окръг Уейн, щата Охайо“. Докладът е публикуван през 1896 г. в бюлетина „Bulletin of the Ohio Agricultural Experiment Station“. Този „предварителен списък“ обобщава събираната в продължение на четири години информация касаеща 183 вида, наблюдавани от автора, птици. Според анализаторите на неговата работа, дори на този ранен етап тя е енциклопедична, с почти изчерпателно внимание към детайла – отличителен белег, който ще характеризира публикациите му за бъдеще.
Професионална си кариера д-р Оберхолсер започва на 1 февруари 1895 г., когато е назначен за секретар в отдела за икономическа орнитология към Министерство на земеделието на САЩ (впоследствие променено на „Бюро за биологични изследвания“ (1896), а по-късно на „Служба за рибите и дивите животни“ (1940) към Министерство на вътрешните работи.) Работата му там продължава 46 години, като през това време заема различни позиции – орнитолог, биолог и редактор.
От началото на 1904 г., в допълнение към основната си работа, д-р Оберхолсер преподава курсове по зоология и орнитология в няколко колежа, изнася серия от лекции за опазване на птиците, извършва широки орнитологични изследвания в САЩ и Канада. В периода между 1904 и 1910 година е преподавател по зоология в Билтморската гимназия по горско стопанство в Ашвил, Северна Каролина, а от 1920 до 1935 г. и в Американския университет във Вашингтон, окръг Колумбия. През 1907 г. е избран за почетен вицепрезидент на Националното Одюбон общество в окръг Колумбия. След преместването си в Кливланд продължава активното си участие в местното Одюбон общество.
През 1920 г. създава „Федерална програма за опръстеняване на птиците“, с основна цел – опръстеняване и изучаване на птиците. В периода между 1917 и 1926 година извършва теренни проучвания на водолюбивите птици живеещи в района на Минесота, Айова, Вирджиния и Ню Джърси. Негова е заслугата за реализиране на програмата „Преброяване на американските водоплаващи птици“ от 1928 г. Данните от нея служат като основа за създаване и приемане на единна федерална политика по управление на тези видове. Наред с това д-р Оберхолсер работи и по стартираната през 1881 г. от проф. Уелс Кук програма за картографиране миграцията на птиците от Северна Америка. Събраните сведения биват използвани от Американски съюз по орнитология за създаване на „Списък за обследване разпространението на птиците“.
В периода на своята кариера д-р Оберхолсер членува в 40 американски и международни научни и природозащитни организации – от Академия на науките в щатите Индиана и Охайо, до сходни асоциации в Европа, Индия и Южна Африка и Австралия. Работел е и като сътрудник към Американския орнитоложки съюз. Тези контакти му позволяват да събере огромна по обем частна библиотека, съставена от различни орнитологични монографии, брошури и периодични издания от цял свят. Голяма част от личната колекция на д-р Оберхолсер понастоящем се намира в специален отдел на Университетската библиотека на Университета на Илинойс в Ърбана-Шампейн.
Д-р Оберхолсер е признат от своите колеги международен експерт по идентификация на птиците. Една от отговорностите в работата му е идентифицирането на мъртви птици по части от тялото, пера и кости. Тези птици се съхранявали като доказателствен материал за извършени нарушения на федералните закони. В тази връзка д-р Оберхолсер много пъти се явява в съда в качеството си на вещо лице.
Когато достига максималната възраст за пенсиониране на държавен служител – 70 години, той получава нареждане от президента да продължи своята работа по таксономията на птиците за още една година. Пенсионира се на длъжност старши биолог на 30 юни 1941 г. Същата година се установява в Кливлънд, Охайо, където до 1947 г. работи като куратор по орнитология в Кливландския природонаучен музей.

## Публикации

### Статии
Част от близо 900-те научни статии написани д-р Оберхолсер са публикувани в популярни специализирани списания, сред които: „The Auk“ (на български: „Гагарка“), „The Condor“ (на български: „Кондор“), „The Wilson Bulletin“ (на български: „Бюлетинът на Уилсън“), изданията на Академията за естествени науки във Филаделфия и прочее подобни. Неговите съчинения отразяват специалния му интерес към морфологичните различия между географските популации на птиците и научната номенклатура.

### Книги
- „Birds of Mt. Kilimanjaro“ („Птици от планината Килиманджаро“) (1905)
- „Birds of the Anamba Islands“ („Птици от островите Анамба“) (1917)
- „The Bird Life of Louisiana“ („Птичият свят на Луизиана“) (1938)

След смъртта на д-р Оберхолсер са издадени следните книги:
- „When Passenger Pigeons Flew in the Killbuck Valley“ (български: „Когато пътническите гълъби полетят над долината Килбък“) (1999), ISBN 1-888683-96-1.  Архив на оригинала от 2011-06-22 в Wayback Machine.

Книгата е издадена от Държавния университет в Охайо, а за източник е използвана първата публикация на Оберхолсер от 1896 г. – „Предварителен списък на птиците в окръг Уейн, щата Охайо“.
- „The Bird Life of Texas“ (български: „Птичият свят на Тексас“) (1974), ISBN 0-292-70711-8

Историята на тази книга е необичайна: През 1900 г. Американското бюро за биологични изследвания възлага на Оберхолсер да проучи разпространението на птиците и бозайниците на територията на Западен Тексас. Това начинание трае три години и поставя началото на един грандиозен труд, върху който авторът работи буквално до края на живота си. Събираният от Оберхолсер в продължение на 50 години описателен и таксономичен материал е поместен върху 12 000 ръкописни страници. Към него са добавени много илюстрации, фотографии и карти на разпространение на птиците. През 1974 г. трудът му е издаден посмъртно в два тома с името „Птичият свят на Тексас“ от Университета на Тексас в Остин. За да бъде публикуван, първоначалният материал от 3 милиона думи е трябвало да бъде съкратен и редактиран до 1 милион думи. С работата по редактирането и оформлението на книгата се заема Едгар Б. Кинкейд, студент в Тексаския университет. Микрофилми с копия на оригиналния ръкопис се съхраняват в Центъра за американска история „Баркър“ към Университета на Тексас в Остин и в библиотеката на Смитсоновия институт във Вашингтон, окръг Колумбия.
Книгата „The Bird Life of Texas“ съдържа общо 1069 страници, включва тридесет и шест акварелни и тридесет и шест черно-бели рисунки на птици, тридесет и девет снимки, 480 карти на разпространение, две страници-карти и три диаграми. В нея са описани таксони като например: Lampornis clemenciae phasmorus (Oberholser, 1974) – подвид колибри, с пояснение 1974 г., въпреки че Оберхолсер е починал 11 г. по-рано. Причината за това е, че като дата се посочва първата официална публикация съдържаща информация за подвида, а не датата на неговото откриване.
Книгата на д-р Оберхолсер предизвиква полемика сред колегите му орнитолози, като например изказването на д-р Кенет Паркс1. В статията си от 1975 г. „The scientific names in Oberholser's "The bird life of Texas“ (български: Научните наименования в Оберхолсеровата (книга) „Птичият свят на Тексас“) д-р Паркс твърди, че Оберхолсер е допуснал очевидни фактически грешки в таксономията на класифицираните от него птици.

## Таксономия
През годините д-р Оберхолсер съставя и въвежда множество таксономични промени в „Списъка на птиците в Северна Америка“ към Американския съюз по орнитология. Той именува 11 нови семейства и подсемейства, 99 рода и подрода, и 560 вида и подвида на птици от цял свят. За да се определи точно таксономията им проучва хиляди екземпляри изпратени му от Бюрото за биологични изследвания, от частни колекции и институции. Д-р Оберхолсер е изключително педантичен към детайла и отразява таксономично всяка, дори минимална отлика в разглеждания от него екземпляр. Според колегата му Джон У. Олдрич именно усърдието, с което описва незначителните морфологични различия между подвидовете в различните географски популации, е причина за съществуващата полемика сред колегите му орнитолози, както и непризнаването на част от класифицираните от него таксоми. По-долу са изброени някои от официално признатите от „Глобалната информационна мрежа за биоразнообразие“ (на английски: Grace Brethren Investment Foundation) и Интегрираната таксономична информационна система (на английски: Integrated Taxonomic Information System) таксони:

### Семейства
- Hemiprocnidae (Oberholser, 1906)

### Родове
- Aerodramus (Oberholser, 1906)
- Actophilornis (Oberholser, 1925)
- Aphelocephala (Oberholser, 1899)
- Aphrastura (Oberholser, 1899)
- Calyptocichla (Oberholser, 1905)
- Charitospiza (Oberholser, 1905)
- Claravis (Oberholser, 1899)
- Cyanerpes (Oberholser, 1899)
- Horizorhinus (Oberholser, 1899)
- Neochen (Oberholser, 1918)
- Nesillas (Oberholser, 1899)
- Perissocephalus (Oberholser, 1899)
- Scelorchilus (Oberholser, 1923)
- Sclateria (Oberholser, 1899)
- Streptoprocne (Oberholser, 1906)
- Thescelocichla (Oberholser, 1905)
- Thryorchilus (Oberholser, 1904)

### Видове
- Aerodramus elaphrus (Oberholser, 1906)
- Aerodramus mearnsi (Oberholser, 1912)
- Aerodramus ocistus (Oberholser, 1906)
- Acrocephalus orinus (Oberholser, 1905)
- Charitospiza eucosma (Oberholser, 1905)
- Dendropicos elachus (Oberholser, 1919)
- Falco araea (Oberholser, 1917) – Сейшелска ветрушка
- Indicator meliphilus (Oberholser, 1905)

### Подвидове
- Aerodramus vanikorensis amelis (Oberholser 1906)
- Aplonis panayensis eustathis (Oberholser, 1926)
- Empidonax difficilis insulicola (Oberholser, 1897)
- Euphonia chlorotica cynophora (Oberholser, 1818)
- Euphonia laniirostris zopholega (Oberholser, 1818)
- Indicator meliphilus meliphilus (Oberholser, 1905)
- Meiglyptes tukki percnerpes (Oberholser, 1924)
- Picoides scalaris leucoptilurus (Oberholser, 1911)
- Picoides scalaris eremicus (Oberholser, 1911)
- Picoides scalaris cactophilus (Oberholser, 1911)
- Psittacula alexandri abbotti (Oberholser, 1919)
- Sturnella Magna lilianae (Oberholser, 1930)

Подробен списък на таксоните именувани от д-р Оберхолсер е публикуван в електронната „Енциклопедия на живота“ (на английски: Encyclopedia of Life) и може да бъде видян тук

### Посвещения
В чест на д-р Оберхолсер и от уважение към неговата работата, редица колеги орнитолози включват името му в наименованието на класифицирани от тях птици, а именно:
- Collocalia esculenta oberholseri (Stresemann, 1912)
- Empidonax oberholseri (A. R. Phillips, 1939)
- Eurystomus orientalis oberholseri (Junge, 1936)
- Glaucidium palmarum oberholseri (R. T. Moore, 1937)
- Toxostoma curvirostre oberholseri (Law, 1928)
- Treron fulvicollis oberholseri (Chasen, 1934)

Таксонът Pseudocolaptes boissonneautii oberholseri (Cory, 1919) се счита за невалиден.